# Erenik
Erenik (alb. Ereniku, tur. Erenik) je rijeka na zapadu Kosovu, lijeva pritoka Bijelog Drima.
Izvire iz Prokletija, s Junika na nadmorskoj visini višoj od 2200 metara, iz Đeravičkog jezera koji se nalazi podno vrha Đeravice (2656 m). Erenik teče kroz Junik prema istoku, skreće prema jugoistoku a kod sela Junika izlazi iz gorja. Kod Đakovice skreće prema istoku. Teče tik južno od Đakovice. Sa zapadne strane Đakovice u Erenik se ulijeva rječica Loćanska Bistrica (Krena), a istočno od Đakovice ulijeva se rijeka Llukac. 5 km jugoistočno od Đakovice ulijeva se u Bijeli Drim kod sela Zrze (alb. Xërxe). Jugoistočno od Đakovice prolazi ispod 127 m dugog Kožarskog mosta (alb. Ura e Tabaket) podignutog 1771. godine. Most vodi u Katoličku ulicu u Đakovici. Malo prije ušća Erenika kod sela Bistražina prolazi ispod Krojačkog mosta (Terzijski most, alb. Ura e Terzive), mosta koji vjerojatno potječe iz 15. stoljeća, a u 18. stoljeću proširivanje su novčarili đakovički krojači. Dug je 193 m i ima 11 lukova.
Rijeka je duga 51 km. Porječje je površine 516 km2.

## Vanjske poveznice
|  | Zajednički poslužitelj ima još gradiva o temi Erenik |